# Кјара Ферањи
Кјара Ферањи (итал. Chiara Ferragni; Кремона, 7. мај 1987) италијанска је модна бизнис жена. Она је инфлуенсерка која је сарађивала са модним брендовима попут Tod's и Pantene преко свог блога The Blonde Salad. Септембра 2017. године, Кјара је рангирана као прва на Форбсовој листи најмоћнијих модних инфлуенсера.

## Младост и образовање
Кјара Ферањи је рођена 7. маја 1987. у Кремони, од Марка Ферањија, ломбардског зубара, и Марине ди Гвардо, писца рођеног у сјеверној Италији али поријеклом са Сицилије.

## Приватни живот
Кјара се вјерила за италијанског репера и продуцента Федерика Луцију, познатог под именом Федез, 6. маја 2017. на његовом концерту у Верони, Италија. Концерт и просидба су емитовани уживо на италијанском радију и ТВ каналу RTL 102.5. Кјара и Федез имају једног сина, Леона (рођен 19. марта 2018).

## Награде и почасти
Дана 7. септембра 2014. освојила је Блогловин' награду за свој блог. Њен блог је назван најбољим блогом личног стила.
Од 2013. била је међу 500 најутицајнијих модних бизнисмена. 2015. освојила је Блогловин' награду за блогера године. 2015. је уврштена у Форбсову листу 30 испод 30.